# 網路論戰
網路論戰（英語：Flaming），是指網路使用者間的爭執出現，屬於虛擬社群內的衝突。這個詞彙從The Hacker's Dictionary出現，形容憤怒或無理的文字在對此主題有興趣的社群成員中傳遞，目的在於反駁其他成員的觀點，以追求他人認同，或彰顯自我優越感。由於匿名而缺乏真實線索，加上文化差異以及新手不遵守網路規範，網路論戰的確比真實生活的論戰來得頻繁。

## 影響論戰的因素及結果
- 管理員的態度是否會影響成員或者內容：對於衝突的處理方式，若站長或者版主經常採用壓制的手段解決，無協調或是透過公平投票的過程，往往導致社群成員的向心力降低，該議題的內容也無提升的可能。但若是管理員能秉持中立性，適當依照版規來糾正論戰觀點，或是懲罰謾罵的網友，則有效助於論戰的進行以及內容的提升。
- 網路論戰對於社群影響：分為社群認同的影響以及議題內容的影響。在社群認同的部分，大多數認為網路論戰會導致無意義的謾罵，破壞社群成員的社群認同，但也有相關研究也指出，論戰也有利於社群意識的加強。網路論戰在個人層次的影響，可能會加強或者降低虛擬社群成員的向心力，
- 網路論戰對於虛擬社群的議題以及內容帶來什麼影響：有學者認為，論戰會使得討論串失去焦點，偏離當初的主題。所以，論戰對於議題內容而言，可能會產生不良的影響。但若是論戰本身可以透過管理者的修正，以及專業者和高度信譽者的參與，使論戰脫離人身攻擊以及議題發散的結果，將有助於論戰對於內容層次的提升有正面的影響。

## 相關影視文化
- BBS鄉民的正義，改編自台灣BBS網路事件。
- 炎上BURN，由薩泰爾娛樂出品的喜劇型舞台表演。
- 龍與雀斑公主，細田守執導的網路題材動畫電影。

## 比較與評價
網路論戰相較於面對面溝通，網路論戰更容易隱藏身分，因此更容易引發論戰，面對面溝通可能不會留下紀錄，但是網路戰就不一樣了，一旦訊息傳送，就無法刪除，所以在留言或評論時，務必要想清楚再留言，才能避免不必要的紛爭，一旦開戰，就無法結束，等著你的將是永無止境的訊息。
網路論戰，比起電子郵件更容易發生在線上聊天群，因為在同個時間點進行多人聊天，有些人可能在聊天或者是在言語上造成對方傷害，自己可能覺得沒什麼，卻不知道已經侵犯到對方的語言或文化等等。每個人所感覺到的情境都不一樣，同一個訊息，對每個人的解讀也都不一樣，所以在與別人溝通，盡可能別觸犯到對方，以免引發論戰。
網路論戰與網軍，也分成好幾種特殊情形，一是與自己想法互相排斥的人，二是為了金錢利益，三是拿別人錢去辦事，四是機器人程式自動回復洗版等等，這些都會產生網路論戰。